# Smolín
Smolín (deutsch Mohleis) ist ein Ortsteil der Stadt Pohořelice (Pohrlitz) im Okres Brno-venkov (Bezirk Brünn-Land). Der Ort ist als ein Straßendorf angelegt.

## Geographie
Smolín befindet sich am linken Ufer der Jihlava (Igel) in Südmähren. Nachbarorte sind im Süden Pohořelice (Pohrlitz), im Westen Odrovice (Odrowitz), im Nordwesten Malešovice (Malspitz) und im Norden Medlov (Mödlau). Östlich des Ortes führt die Schnellstraße R 52/E 461 vorbei.

## Geschichte
Die „ui“- Mundart (bairisch-österreichisch) mit ihren speziellen Bairischen Kennwörtern, weist auf eine Besiedlung durch bayrische deutsche Stämme hin, wie sie vor allem im 12/13. Jahrhundert erfolgte. In der ersten urkundlichen Erwähnung des Ortes im Jahre 1353 ist von einem Otto von Mohleis die Rede. Im Jahre 1590 kommt das Dorf unter die Herrschaft Seelowitz und verblieb in dieser bis zum Jahre 1848. Während des Dreißigjährigen Krieges litten die Bewohner neben Plünderungen auch unter der Pest, welche im Jahre 1645 so stark wütete, dass der Ort nur noch 36 Einwohner hatte. Nach dem Krieg wird der Ort langsam wieder aufgebaut, so dass im Jahre 1652 nur noch drei Häuser leer stehen.
Die Matriken des Ortes werden seit 1712 und die Grundbücher seit 1748 bei der Nachbarortschaft Mödlau geführt. Ebenso ist Mohleis in Mödlau eingepfarrt. Seit 1864 wurde in Mohleis, am Tag des Kirchenpatrons eine Messe gelesen. Im Jahre 1871 wurde durch den Umbau des Gemeindegasthauses eine Schule eingerichtet. Davor waren die Kinder des Ortes in Mödlau eingeschult. Die Kinderanzahl wächst jedoch schnell und so musste 1907 eine zweite Klasse eingerichtet werden. Der größte Teil der Einwohner lebten von der Landwirtschaft, wobei der sonst in Südmähren wichtige Weinbau eine untergeordnete Rolle spielte. Aufgrund des warmen Klimas wurden neben verschiedenen Getreidearten, Mais, Kartoffeln, Zuckerrüben und Luzerne angebaut. Zusätzlich wurde von den Einwohnern Honig gewonnen (im Jahre 1910 80 Bienenstöcke). Ebenso gab es Kleingewerbe in Form eines Schmiedes, eines Schusters und eines Schneiders im Ort. Die Molkerei in Pohrlitz hatte in Mohleis eine Milchsammelstelle eingerichtet. Eine Besonderheit des Ortsgebietes waren die Erdschwalben, welche sich dort eingenistet hatten.
Nach dem Ersten Weltkrieg und dem Friedensvertrag von Saint Germain 1919, wurde der Ort, dessen Bewohner im Jahre 1910 zu 94 % der deutschen Sprachgruppe angehörten, Bestandteil der neuen Tschechoslowakischen Republik. In der Zwischenkriegszeit kam es durch neue Siedler und die Neubesetzung von Beamtenposten zu einem vermehrten Zuzug von Personen tschechischer Identität. Infolgedessen existierte von 1919 bis 1938 eine einklassige tschechische Schule in Mohleis. Im Jahre 1925 wurde zu Ehre der Gefallenen ein Kriegerdenkmal errichtet und ein Jahr später die Elektrifizierung des Ortes durchgeführt. Nach dem Münchner Abkommen, 1938, kam der Ort an das Deutsche Reich und wurde ein Teil des Reichsgau Niederdonau.
Nach dem Ende des Zweiten Weltkrieges, der 19 Opfer unter den Mohleisern forderte, kam die Gemeinde wieder zur Tschechoslowakei zurück. Schon vor der Potsdamer Erklärung, August 1945, das den "geordneten und humanen Transfers" der deutschen 'Bevölkerungsteile' aus der Tschechoslowakei legitimierte, flüchteten Teile der Ortsbevölkerung vor den einsetzenden Drangsalen nach Österreich. Kurz nach der Erklärung wurden insgesamt 104 deutsche Einwohner über die nahe Grenze nach Österreich 'wild' vertrieben. Mehrere Mohleiser wurden verhaftet, wobei drei in tschechischen Lagern umkamen. Laut dem Beneš-Dekret 108 vom 25. Oktober 1945, wurde das Vermögen der deutschen Einwohner konfisziert und unter staatliche Verwaltung gestellt. Die restlichen 101 Einwohner wurden zwischen März und Oktober 1946 über Nikolsburg aus ihrer Heimat vertrieben. Smolín wurde 1976 nach Pohořelice eingemeindet. Im Jahre 2001 bestand das Dorf aus 84 Häusern. Seit Beginn des Jahres 2007 gehört das Dorf zum Okres Brno-venkov.

## Wappen und Siegel
Das erste Dorfsiegel dürfte im Jahre 1656 entstanden sein. Der einzige Abdruck dieses Siegels ist jedoch im schlechten Zustand. Eine Nachzeichnung aus dem Jahre 1910 zeigte in einer Umschrift drei Früchte mit Zwischentrieben, welche von schnörkeligen Verzierungen umgeben sind. Im 19. Jahrhundert änderte sich das Siegel. Es zeigte nun ein dreieckiges 'Auge Gottes' und zwei schräggekreuzte Palmzweige. Die Umschrift lautete „GEMEINDE MOHLEIS: POL.BEZ. NIKOLSBURG“.

## Bevölkerungsentwicklung
| Volkszählung | Einwohner gesamt | Volkszugehörigkeit der Einwohner | Volkszugehörigkeit der Einwohner | Volkszugehörigkeit der Einwohner |
| Jahr         | Einwohner gesamt | Deutsche                         | Tschechen                        | Andere                           |
| ------------ | ---------------- | -------------------------------- | -------------------------------- | -------------------------------- |
| 1880         | 356              | 138                              | 218                              | 0                                |
| 1890         | 394              | 303                              | 91                               | 0                                |
| 1900         | 407              | 390                              | 16                               | 1                                |
| 1910         | 391              | 368                              | 22                               | 1                                |
| 1921         | 358              | 274                              | 82                               | 2                                |
| 1930         | 390              | 283                              | 105                              | 2                                |
| 1991         | 235              |                                  |                                  |                                  |
| 2001         | 221              |                                  |                                  |                                  |

## Sehenswürdigkeiten
- Kapelle des hl. Cyrill und Method, errichtet 1758
- Kapelle hl. Anna
- Kapelle Immaculata
- Kriegerdenkmal (1925)
- Gedenkstein für einen deutschen Rennfahrer

## Brauchtum
Reiches Brauchtum bestimmte den Jahresablauf der 1945/46 vertriebenen, deutschen Ortsbewohner:
- Der „kleine“ Kirtag fand immer am 5. Juli statt. Vormittags wurde am Hochamt gefeiert und abends getantz.
- Der „große“ Kirtag war am dritten Sonntag im Oktober.